# Joakim Ahlberg
Joakim Ahlberg, född 15 februari 1987, är en svensk racerförare. Ahlberg vann privatförarcupen i Scandinavian Touring Car Championship 2011 och är bror till racerföraren Andreas Ahlberg.

## Racingkarriär

### Juniorklasserna (2002-2007)
Ahlberg inledde sin racingkarriär i Renault 5 Junior Sweden 2002, efter att ha tävlat inom karting under flera år. Under sin första säsong i mästerskapet blev han sexa totalt och följde sedan upp med en fjärdeplats 2003 och slutligen en andraplats bakom Markus Nordenström 2004, efter tre segrar under säsongen. Ahlberg klev därefter upp till Junior Touring Car Championship 2005 och körde tre säsonger i en Citroën C2.
Efter en total åttonde- och en sjundeplats 2005 respektive 2006, gjorde Ahlberg sin bästa säsong år 2007. I det totala mästerskapet tog han fem segrar och ytterligare nio pallplatser och slutade tvåa totalt bakom norrmannen Thomas Faraas. I den svenska klassen i mästerskapet, segrade han stort före Martin Öhlin.

### STCC (2008-)

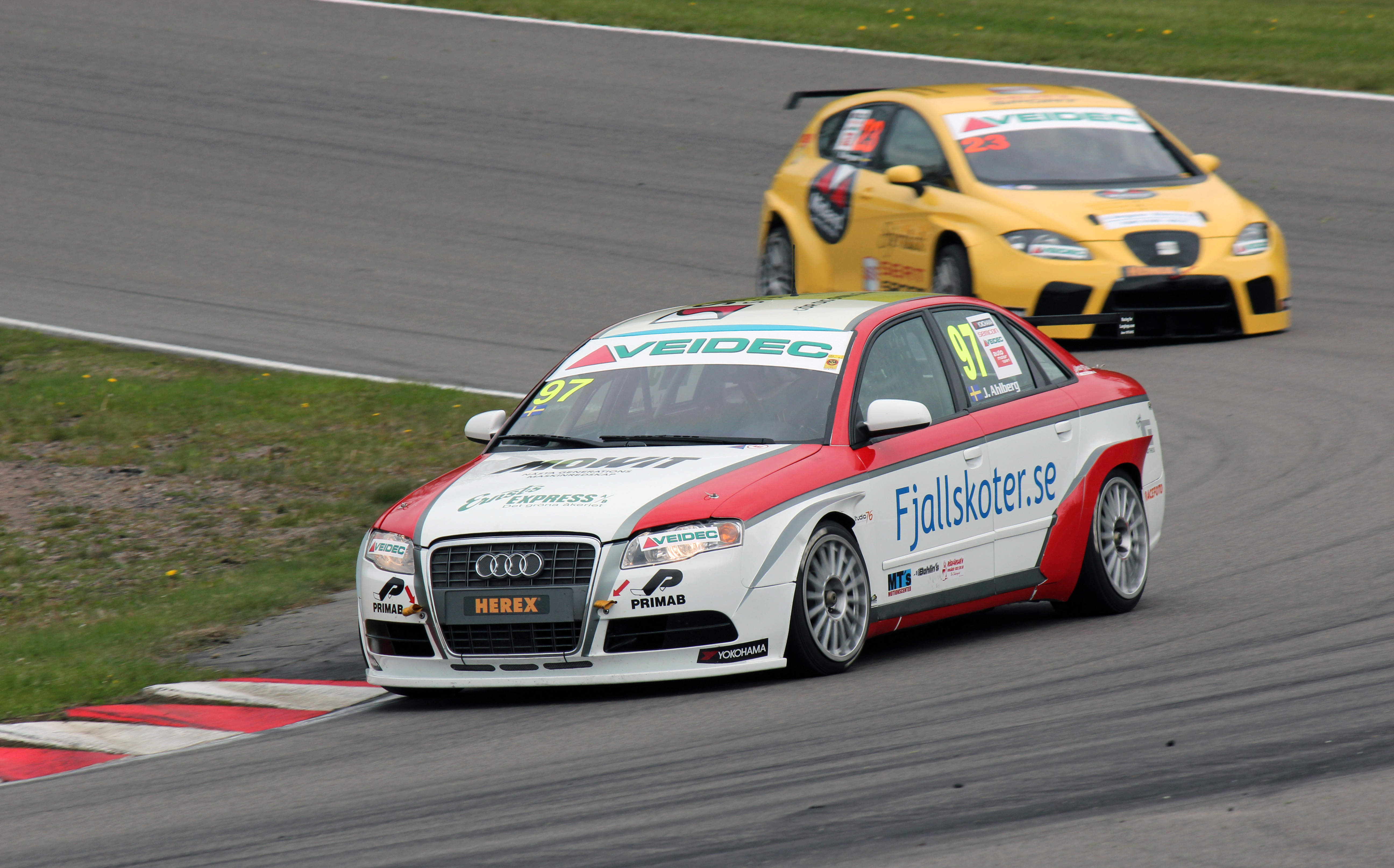
Joakim Ahlberg i sin Audi A4 på Ring Knutstorp 2012.

Ahlberg lämnade JTCC efter 2007 och fortsatte upp till Swedish Touring Car Championship i en BMW 320i för Brovallen Motorsport Jr. 2008. Han deltog i privatförarcupen, Caran Cup, där han plockade fyra pallplatser och slutade fyra totalt under sin första säsong.
Det blev inget tävlande i STCC under 2009, men år 2010 var Ahlberg tillbaka i sin BMW och vann tre race i privatförarcupen, som nu bytt namn till Semcon Cup, och slutade på andra plats bakom Andreas Ebbesson i denna. Han tog även sina första poäng i det totala förarmästerskapet, där han slutade på fjortonde plats.
Till säsongen 2011 slogs Swedish Touring Car Championship ihop med Danish Touringcar Championship och bildade Scandinavian Touring Car Championship. Ahlberg gjorde sin sista och bästa säsong i BMW:n, och vann privatförarcupen för första gången; före Ebbesson och Tobias Johansson. I totalmästerskapet tog han dock inga poäng denna gång, utan hade som bäst två elfteplatser.
Under år 2012 tävlar Ahlberg och hans bror, Andreas Ahlberg, i var sin Audi A4 i STCC.

### Karriärstatistik
| År   | Klass/Mästerskap                                   | Team                        | Bil              | Starter | Totalt/poäng | Bästa placering                |
| ---- | -------------------------------------------------- | --------------------------- | ---------------- | ------- | ------------ | ------------------------------ |
| 2002 | Renault 5 Junior Sweden                            | ?                           | Renault 5        | 7/7     | 9:a/44p      | ?                              |
| 2003 | Renault 5 Junior Sweden                            | ?                           | Renault 5        | 9/9     | 4:a/62p      | ?                              |
| 2004 | Renault 5 Junior Sweden                            | ?                           | Renault 5        | 10/10   | 2:a/61p      | Tre segrar                     |
| 2005 | Junior Touring Car Championship                    | Brovallen Motorsport Junior | Citroën C2       | 15/16   | 8:a/123p     | ?                              |
| 2006 | Junior Touring Car Championship                    | Brovallen Motorsport Junior | Citroën C2       | 14/18   | 7:a/53p      | 1:a på ? (Race ?)              |
| 2007 | Junior Touring Car Championship                    | ?                           | Citroën C2       | 20/20   | 2:a/117p     | Fem segrar                     |
| 2007 | JTCC – Swedish Junior Championship                 | ?                           | Citroën C2       | 20/20   | 1:a/117p     | ?                              |
| 2008 | Swedish Touring Car Championship                   | Brovallen Motorsport Jr.    | BMW 320i E46     | 11/11   | -/0p         | 11:a på Vålerbanen             |
| 2008 | Swedish Touring Car Championship – Caran Cup       | Brovallen Motorsport Jr.    | BMW 320i E46     | 11/11   | 4:a/33p      | Två andraplatser               |
| 2010 | Swedish Touring Car Championship                   | BMS Event                   | BMW 320i E46     | 15/18   | 14:e/5p      | 8:a på Jyllandsringen (Race 2) |
| 2010 | Swedish Touring Car Championship – Semcon Cup      | BMS Event                   | BMW 320i E46     | 15/18   | 2:a/264p     | Tre segrar                     |
| 2010 | Scandinavian Touring Car Cup                       | BMS Event                   | BMW 320i E46     | 5/8     | -/0p         | Två trettondeplatser           |
| 2011 | Scandinavian Touring Car Championship              | BMS Event                   | BMW 320i E46     | 18/18   | -/0p         | Två elfteplatser               |
| 2011 | Scandinavian Touring Car Championship – Semcon Cup | BMS Event                   | BMW 320i E46     | 18/18   | 1:a/310p     | Fyra segrar                    |
| 2012 | Scandinavian Touring Car Championship              | BMS Event                   | Audi A4          | /16     | 10:a/25p     |                                |
| 2012 | Scandinavian Touring Car Championship – Semcon Cup | BMS Event                   | Audi A4          |         |              |                                |
| 2013 | V8 Thunder Cars – Solvalla                         | ?                           | Chevrolet Camaro | /2      |              | En podiumplacering             |
| 2013 | V8 Thunder Cars Sweden                             | ?                           | ?                | /9      | 18:a/8p      |                                |
| 2014 | V8 Thunder Cars Sweden                             | BDS                         | ?                | /12     | 11:a/30p     |                                |
| 2015 | V8 Thunder Cars Sweden                             | BDS                         | Chevrolet Camaro | /12     | 7:a/75p      | Två podumplaceringar           |
| 2016 | V8 Thunder Cars Sweden                             | BDS                         | Chevrolet Camaro | /12     | 9:a/46p      |                                |